# القوات المسلحة اليوغسلافية
```
القوات المسلحة اليوغوسلافية
 جيش تشكل بعد نشأت 
مملكة يوغوسلافيا
 وتفرق بانهيار 
جمهورية يوغوسلافيا الاتحادية
.
```

## التاريخ
نشأت القوات المسلحة لدولة السلوفينيين والكروات والصرب على أساس جيش مملكة صربيا في عام 1918 - بعد تشكيل الدولة ككيان سياسي في أكتوبر 1918 مع نهاية الحرب العالمية الأولى.

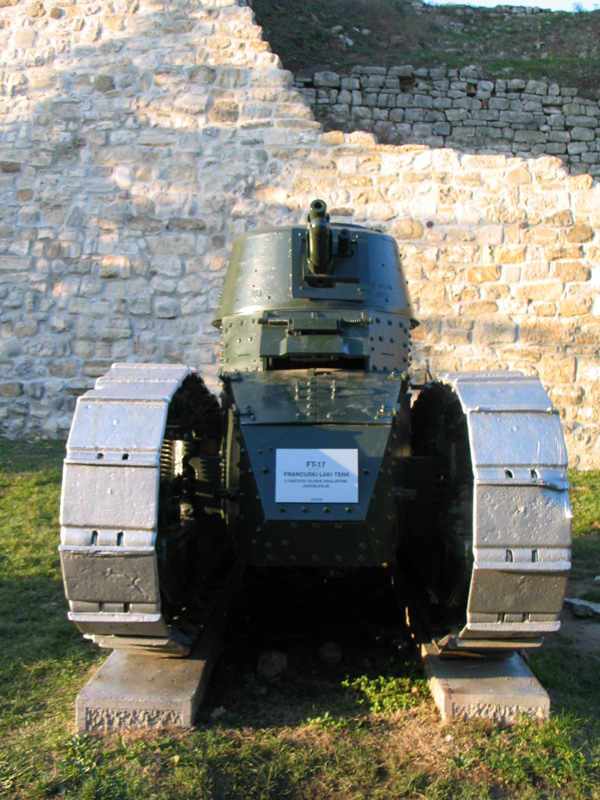
دبابة FT-17 في متحف بلغراد العسكري بصربيا

في عشرينيات وثلاثينيات القرن العشرين، اشترت الحكومة 48 دبابة من طراز FT-17 للقوات المسلحة. وكان معظمها من الدبابات المدفعية والمدافع الرشاشة FT-17 و FT-18 (تم اعتمادهما للاستخدام تحت اسم M-17)، و 28 آخرين أكثر تطوراً من طراز NC-27 (استخدموها تحت اسم M-26). ظلت جميعها في الخدمة حتى ربيع عام 1941.
وبعد تحول دولة الصرب والكروات والسلوفينيين إلى مملكة يوغوسلافيا في عام 1929، تم تغيير اسم القوات المسلحة.
في 26 أبريل 1940، تم إنشاء وحدة للأغراض الخاصة كجزء من الجيش اليوغوسلافي وهي «فرقة chetnichesky» (كان تدريب أفرادها عسكريا وشملت التدريب في الجبال وتدريب على الحركات التخريبية)، وبحلول بداية أبريل 1941 كان لها مقرًا وست كتائب هجومية. وبالإضافة إلى الأسلحة الخفيفة، كان لكل كتيبة ثمانية قوارب مطاطية "Pionier-Schlauchboote" للتغلب على عوائق المائية وثلاثة دراجات نارية "Zündapp K600" مع كراسي متحركة.
في 6 أبريل 1941، كان الجيش اليوغوسلافي يتألف من 17 فرقة مشاة عادية و 11 فرقة مختلطة و 3 فرق فرسان منتظمة ولواء حرس الفرسان ولواء واحد من الرقيق ولواء واحد للقنان. كان هناك أيضًا 28 فوجًا مسيرًا، وما يصل إلى 20 فوجًا من الجيش الإقليمي، و 23 كتيبة من حرس الحدود وبعض الوحدات الأخرى.
شارك الجيش في الحرب الدفاعية ضد دول المحور. بعد أن وقّع وزير خارجية يوغوسلافيا أ. سينتسار - ماركوفيتش والجنرال يانكوفيتش على قرار استسلام غير مشروط نيابة عن يوغوسلافيا في 17 أبريل 1941 في بلغراد، أصدر الجيش الملكي اليوغوسلافي، بأمر من رئيس الأركان العامة، الجنرال كالافانوفيتش، أمرا بوقف الأعمال القتالية، واستسلم الجنود.
في الأول من مارس عام 1945، أنشئ جيش التحرير الشعبي ليوغوسلافيا من الفصائل الحزبية للشيوعيين اليوغوسلاف، وشارك هذا الجيش في معارك من أجل تحرير البلاد في 1944-1945. ولاحقا، أنشئت قوات مسلحة نظامية من القوات المسلحة لجمهورية يوغوسلافيا الاتحادية على أساس جيش التحرير الشعبي الياباني.
في 22 ديسمبر 1951، وفي الذكرى السنوية العاشرة للإنشاء الرسمي للقوات الحزبية، تم تغيير اسم الجيش الوطني اليوغوسلافي إلى الجيش الشعبي اليوغوسلافي. وكان يتألف من القوات البرية والقوات البحرية والقوات الجوية بالإضافة إلى قوات الدفاع الجوي.
في عام 1968، في ضوء الأحداث التي وقعت في تشيكوسلوفاكيا، تم إنشاء هيكل مسلح تابع رسميًا لوزارة الدفاع تحت اسم الدفاع الإقليمي، وكانت مهامه هي القيام بمهام أمنية في العمق ومساعدة القوات المسلحة حسب الحاجة.
بعد انهيار القوات المسلحة لجمهورية يوغوسلافيا الاتحادية، استمرت القوات المسلحة ليوغوسلافيا في الوجود كجيش ليوغوسلافيا.
وعند تفكك جمهورية يوغوسلافيا الاتحادية في عام 2003، ونشأة على أنقاضها اتحاد دولة صربيا والجبل الأسود على أنقاضها. كان خليفة القوات المسلحة ليوغوسلافيا هو اتحاد الدفاع عن صربيا والجبل الأسود، والذي تواجد في الفترة من 4 فبراير 2003 وحتى 8 يونيو 2006.